# 비연
비연(卑衍, ? ~ ?)은 중국 삼국 시대 공손연 휘하의 장수이다. 사마의에게 저항했지만 패하였다.

## 생애
238년(경초 2년), 태위 사마의가 공손연을 토벌하고자 보병과 기병 4만 명으로 진격해왔다. 비연과 양조는 요수현(遼隧縣, 遼隊縣)에 해자 등의 장애물을 20여 리에 걸쳐 설치해놓고 수만 명으로 맞섰다. 그러자 사마의는 동남쪽 방향으로 수비망을 뚫으려 하였다. 이에 신경을 쏟았는데 사실은 사마의의 작전에 속은 것으로 위나라군은 북쪽으로 우회하여 강을 건너고 일부 병력만을 대치시킨 채 그대로 양평(襄平)을 향해 내달렸다. 양평현은 요동태수 공손연의 거점이었다. 비연 등은 애써 구축한 진지를 버리고 급히 사력을 다해 사마의를 공격했지만 수산(首山)도 뚫리고 양평이 포위당하고 말았다. 결국 공손연은 패사하고 휘하 관원들도 처형당했는데 비연도 이때 처형당했는지, 그 전에 항복했는지, 전사했는지는 더 이상의 기록이 없어 알 수 없다.

## 삼국지연의
사서가 아닌 소설 《삼국지연의》에서도 사마의를 막으러 요수현으로 나아가 해자와 녹각(鹿角) 등 장애물을 깔아두고 맞서는데 병력은 8만 명으로 설정하였다. 비연과 양조는 지키고만 있다가 위군의 식량과 꼴이 다하여 퇴각할 때 습격할 생각이었지만 사마의는 이를 우회하여 곧장 양평으로 향한다. 비연 등도 양평으로 철수하는데 하후패와 하후위의 복병에 고생한다. 수산에서 공손연이 보낸 원군을 만나 말을 돌려 하후패에게 도전하지만 수 합을 견디지 못하고 전사한다.

## 참고 문헌
- 《진서》1권 제기 제1 고조선제 사마의
- 《삼국지》8권 위서 제8 공손탁